# 列略
列略，是西班牙卡斯蒂利亚-莱昂莱昂省的一个市镇。 总面积236平方公里，总人口914人（001年），人口密度4人/平方公里。